# Erecella flava
Erecella flava is een hooiwagen uit de familie Assamiidae.